# Prix Gémeaux de la meilleure interprétation pour un spécial ou une série humoristique
Le prix Gémeaux de la meilleure interprétation pour un spécial ou une série humoristique  est une récompense télévisuelle remise par l'Académie canadienne du cinéma et de la télévision entre 1990 et 2002.

## Lauréats
- 1990 - Michel Beaudry, Paul Houde, Véronique Le Flaguais, André Montmorency, Guy Richer, Pierrette Robitaille, Pierre Verville, Rira bien.
- 1991 - Yves Jacques, Patrice L'Écuyer, Claudine Mercier, Dominique Michel, René Simard, Bye Bye 90
- 1992 - Yves Jacques, Patrice L'Écuyer, Dominique Michel, René Simard, Bye Bye 91
- 1993 - André-Philippe Gagnon, André-Philippe Gagnon, un documentaire de l’Office national des farces
- 1994 - Claude Meunier et Serge Thériault, La Petite Vie
- 1995 - Claude Meunier et Serge Thériault, La Petite Vie
- 1996 - André-Philippe Gagnon, Toute ressemblance avec des personnes connues est ben de valeur pour eux autres!
- 1997 - Claude Meunier et Serge Thériault, La Petite Vie
- 1998 - Sylvie Léonard et Guy A. Lepage, Un gars, une fille
- 1999 - Sylvie Léonard et Guy A. Lepage, Un gars, une fille
- 2000 - Sylvie Léonard et Guy A. Lepage, Un gars, une fille
- 2001 - Sylvie Moreau, Catherine
- 2002 - Sylvie Léonard et Guy A. Lepage, Un gars, une fille